# Libuhova, Starîi Sambir
Libuhova (în ucraineană Лібухова) este un sat în comuna Terlo din raionul Starîi Sambir, regiunea Liov, Ucraina.

## Demografie
Componența lingvistică a localității Libuhova
     Ucraineană (100%)
Conform recensământului din 2001, toată populația localității Libuhova era vorbitoare de ucraineană (100%).